# Salle de jeux en réseau
 (février 2008).
Si vous disposez d'ouvrages ou d'articles de référence ou si vous connaissez des sites web de qualité traitant du thème abordé ici, merci de compléter l'article en donnant les références utiles à sa vérifiabilité et en les liant à la section « Notes et références ».

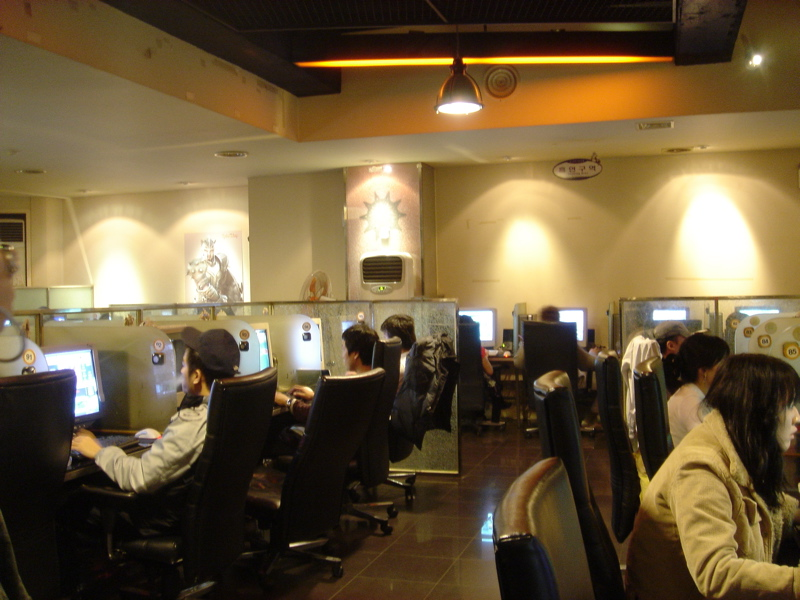
Salle de jeux en réseau dans la ville de Séoul en Corée du sud

Une salle de jeux en réseau est un lieu, généralement une grande salle, dans laquelle sont réunis plusieurs ordinateurs. Ils sont connectés à la fois en réseau local et à Internet. Dessus sont installés des jeux vidéo jouables en réseau. 

## Les débuts des salles de jeux en réseau
Les premières salles de jeux en réseau fonctionnaient en réseau local uniquement sous forme de LAN Party.

Leur développement à partir de 1994 sera concomitant avec l'arrivée d'Internet d'une part, et d'autre part l'arrivée de nouveaux jeux comme Doom ou Warcraft. Ces jeux vidéo, en plus d'être jouables en local, sont jouables en ligne.

Les salles de jeux en réseau seront très populaires jusqu'au début des années 2000 où l'arrivée d'Internet à domicile et des consoles de salon connectables en ligne, rendront les salles de jeux en réseau obsolètes.

Ainsi, en 2004, la plus grande salle de jeu en Europe, Gate 104, ferme peu après son ouverture faute de fréquentation. 
En ce qui concernent les tarifs, il s'agit généralement d'une tarification à l'heure (environ 3 € l'heure, en France en 2003). De nombreuses salles proposent également des abonnements mensuels.
Les jeux en réseau les plus populaires sont généralement proposés : les jeux de tir à la première personne (FPS), les MMORPG et des jeux de stratégie en temps réel (RTS).
Les salles proposent aussi souvent les mêmes activités qu'un cybercafé (accès à Internet, communication par webcam...) ainsi que des boissons et/ou des snacks. 

## Le renouveau avec le Barcraft
Au milieu des années 2010, la mode des salles de jeux en réseau reprend mais sous une nouvelle forme, celle du barcraft. Ce mot anglophone désigne à l'origine un événement ponctuel dans un bar autour du jeu Starcraft II, principalement pour regarder des compétitions sur ce jeu. 

Depuis, dans un but d'élargir le public, les barcrafts se sont ouverts à d'autres jeux comme League of Legends, Street Fighter, Hearthstone ou d'autres jeux à caractère compétitif.

Petit à petit, le terme barcraft est tombé en désuétude du fait de la baisse de popularité de StarCraft II, et le terme plus large de bar gaming a pris place. 

## Après les salles de jeu, le bar gaming
Un bar gaming est un bar dont l'intérêt principal est le jeu vidéo.

Les clients peuvent y consommer des boissons, de la nourriture, ainsi que jouer à des jeux vidéo sur PC ou consoles de jeux et regarder des événements e-sport diffusés sur internet.

Il peut être considéré comme étant un croisement entre un bar classique et une salle d'arcade. C'est le penchant moderne du cybercafé où le but premier n'est plus seulement d'avoir un accès à internet, mais de pouvoir jouer dans les meilleures conditions possibles avec du matériel haut de gamme. 
Les bars gaming attirent essentiellement une clientèle jeune et masculine, adepte de culture vidéoludique. 

### Les bars gaming en France et en Belgique
La plus grande chaîne de bars gaming est Meltdown. Il en existe 21 dans le monde : 12 en France et 9 à l'étranger. La seconde chaîne de bar gaming en France est WarpZone[source insuffisante]. D'autres bars gaming indépendants ont également ouvert partout en France, essentiellement dans les grandes villes comme Lyon, Strasbourg, Toulouse où la part de jeunes dans la population est plus élevée.
En Belgique, il existe aussi la chaîne de bar gaming Spawn Bar dont le premier établissement est situé à Charleroi.